# Knut Lindberg
Knut Andreas „Knatten” Lindberg (ur. 2 lutego 1882 w Göteborgu, zm. 6 kwietnia 1961 tamże) – szwedzki lekkoatleta, wicemistrz olimpijski z 1912.

## Kariera sportowa
Był wszechstronnym lekkoatletą. Na igrzyskach międzyolimpijskich w 1906 w Atenach  zdobył srebrny medal w rzucie oszczepem stylem dowolnym (za swym rodakiem Erikiem Lemmingiem), a także zajął 6. miejsce w finale biegu na 100 metrów oraz 5. miejsce w klasycznym pięcioboju ułożonym podobnie do pięcioboju antycznego, składającym się ze skoku w dal z miejsca, rzutu dyskiem, rzutu oszczepem, biegu na 192 m oraz zapasów.
Wystąpił na igrzyskach olimpijskich w 1908 w Londynie w biegu na 100 metrów, biegu na 200 metrów, sztafecie olimpijskiej (200+200+400+800 m) oraz rzucie oszczepem w stylu dowolnym, ale nie zakwalifikował się do finału w żadnej z tych konkurencji.
Zdobył srebrny medal w sztafecie 4 × 100 metrów na igrzyskach olimpijskich w 1912 w Sztokholmie. Sztafeta szwedzka w składzie: Ivan Möller, Charles Luther, Ture Person i Lindberg ustanowiła w półfinale rekord Szwecji wynikiem 42,5, a w biegu finałowym zajęła 2. miejsce za zespołem Wielkiej Brytanii, po dyskwalifikacji sztafety Niemiec. Na tych igrzyskach Lundberg startował również w biegach na 100 metrów i na 200 metrów, ale w obu przypadkach odpadł w półfinale.
Lundberg był mistrzem Szwecji w biegu na 100 metrów w latach 1902, 1904-1909, 1911 i 1912, w biegu na 200 metrów w 1908, 1909 i 1912 w biegu na 110 metrów przez płotki w latach 1907-1909. 28 sierpnia 1906 w Göteborgu ustanowił rekord Szwecji w biegu na 100 metrów czasem 10,6, który został wyrównany dopiero w 1928, a poprawiony w 1936.
Z powodzeniem grał również w piłkę nożną.